# Auchen Castle

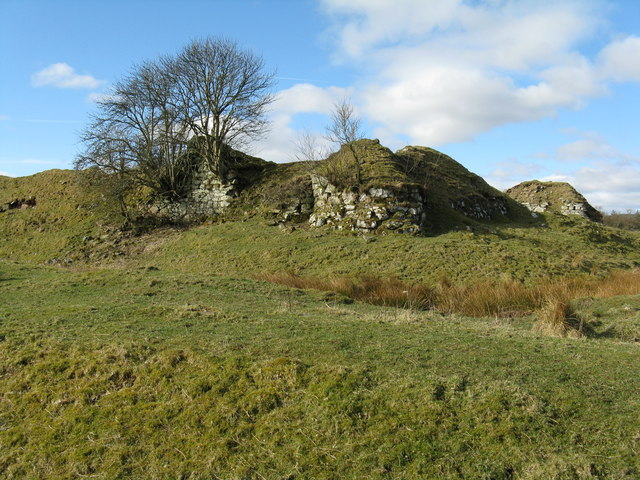
Ruinen von Auchen Castle

Auchen Castle ist eine Burgruine in der Nähe von Moffat in der schottischen Council Area Dumfries and Galloway.

## Geschichte
Die ursprüngliche Burg wurde um 1220 vermutlich auf Geheiß von Sir Humphrey de Kirkpatrick errichtet, als dieser Senestal von Annandale war. Irgendwann Anfang des 14. Jahrhunderts wurden die Türme als hohle Tourellen mit inneren Treppen neu gebaut. Sir Roger de Kirkpatrick scheint im Konflikt mit England ein zuverlässiger Partner gewesen sein. Möglicherweise war es sein Sohn, der als junger Mann ohne Ritterschlag am Mord an John Comyn beteiligt war, auch wenn 150 Jahre vergingen, bis ein Attentäter benannt wurde. Später war die Burg in den Händen der Douglases von Morton, bevor sie im 15. Jahrhundert an die Maitlands fiel.
Im Laufe der folgenden Jahrhunderte wurden massive Ringmauern und obskure, unterirdische Gänge und Kammern angelegt, die nach ihrer Entdeckung durch die Archäologen zu viel Verwirrung führten. Ein hölzernes Landhaus mit acht Kaminen wurde ebenfalls errichtet und diente der Unterhaltung der Jagdgäste. Heute steht die Burgruine in der Nähe des Auchen Castle Hotels.

## Beschreibung
Von Auchen Castle sind heute nur noch die Reste eines vierseitigen Geheges mit einem großen Turm oder einer Bastion an der Nordwest-Ecke erhalten. Außerdem sind noch die Reste eines offenen Turms im Südost-Winkel und eines kleineren Turms an der Südwest- und der Nordost-Ecke erhalten. 
Die östliche- und westliche Seite von Auchen Castle missen etwa 40 Meter und die nördliche- und südliche Seite missen jeweils 38 Meter. Die Außenmauern sind zwischen 3 und 5 Meter hoch. Um das Schloss herum befindet sich ein Wassergraben der bis zu 6 Meter breit ist. Zu einem späteren Zeitpunkt wurde Auchen Castle zu einer Festung ausgebaut und die Mauern der Burg wurden großzügig mit Erde versehen und verstärkt.